# Públio Cornélio Cetego (cônsul em 181 a.C.)
Públio Cornélio Cetego (em latim: Publius Cornelius Cethegus) foi um político da gente Cornélia da República Romana eleito cônsul em 181 a.C. com Marco Bébio Tânfilo.

## Primeiros anos
Cetego foi edil curul em 187 a.C. e pretor em 185 a.C.

## Consulado (181 a.C.) e proconsulado (180 a.C.)
Em 181 a.C., foi eleito cônsul com Marco Bébio Tânfilo e ambos receberam a Ligúria como província consular. Durante seus mandatos não ocorreu nenhuma batalha importante. No ano seguinte, os dois continuaram no posto como procônsules até a chegada dos novos cônsules e, no início da primavera, invadiram o território dos apuanos, que, pegos de surpresa, se renderam imediatamente. Com o objetivo de impedir o reinício da guerra, Tânfilo e Cetego decidiram transportar cerca de 40 000 prisioneiros com suas famílias até Sâmnio, onde foram realocados (os Ligures baebiani). Por esta razão, quando retornaram a Roma, os dois cônsules celebraram um triunfo conjunto, a primeira vez que a honra foi conferida a generais que haviam vencido uma guerra sem nenhum combate.
Ainda durante o consulado, dois cidadãos encontraram no Janículo o túmulo de Numa Pompílio, o segundo rei de Roma e promulgada a Lex Cornelia Baebia, sobre delitos eleitorais.

## Anos finais
Em 173 a.C., foi um dos decênviros agris dandis assignandis encarregados de subdividir as terras dos lígures e gauleses.